# Калушин
Калушин (пол. Kałuszyn) — город в Польше, входит в Мазовецкое воеводство, Миньский повят. Имеет статус городско-сельской гмины. Занимает площадь 12,29 км². Население 2877 человек (на 2004 год).

## История
В русской военной истории город стал широко известен во время польского восстания 1830 года. Близ Калушина неоднократно происходили столкновения частей русской императорской армии с польскими войсками.
В первом бою (при начале кампании) стоявшая в Калушине польская повстанческая дивизия Жимирского была вытеснена оттуда отрядом генерала графа Толя (17 февраля 1831 года).
Ещё одно боестолкновение произошло 2 июля 1831 года (в польской историографии оно названо «III bitwa pod Kałuszynem» — букв. «Третья битва под Калушином»), когда генерал Головин двинулся со своим сравнительно небольшим (ок. 4500 солдат и офицеров) отрядом к Калушину, у которого стоял польский корпус Рыбинского и к которому приближалась также польская дивизия генерала Ромарино. Встретив значительно превосходящие силы врага, Головин потерпел поражение, но успел уйти от противника, намеревавшегося окружить его отряд. В стратегическом плане своим наступлением своим на Калушин генерал Головин достиг поставленной ему цели — отвлёк значительную часть неприятельских войск от той части реки Вислы, где готовилась переправа главных сил российской армии.
Согласно «ЭСБЕ», в конце XIX века город насчитывал около четырёхсот дворов, где проживало 6399 жителей. В Калушине успешно функционировали фабрики стеариновых свеч, мыловаренный завод и три фабрики, занимающиеся производством еврейских религиозных облачений (в городе находилась довольно большая еврейская община). Работали начальное училище, больница и богадельня.

## Достопримечательности
- За городом сохранилось старинное магометанское кладбище[2].
- Памятник Золотой улан.
- Место жительства известной польской актрисы Полы Раксы (роль Маруси-Огонек в фильме «Четыре танкиста и собака» и др.).